# بخش فیچویل (شهرستان هورون، اوهایو)
بخش فیچویل (به انگلیسی: Fitchville Township) یک منطقهٔ مسکونی در ایالات متحده آمریکا است که در شهرستان هیورن، اوهایو واقع شده‌است.
 بخش فیچویل ۶۷٫۲ کیلومتر مربع مساحت و ۱٬۰۵۶ نفر جمعیت دارد و ۳۰۰ متر بالاتر از سطح دریا واقع شده‌است.